# كهوف ملاديتش
كهوف ملاديتشسكي ( (بالتشيكية: Mladečské jeskyně) ) عبارة عن مجمع كهوف في جمهورية التشيك يقع إلى الغرب من قرية ملاديتش في منطقة ليتوفيلسكي بومورافي المحمية للمناظر الطبيعية .
يتكون مجمع الكهوف هذا من ممرات في الشقوق والكهوف داخل تل الكالسيت في تريسين. تزدان المساحات الموجودة تحت الأرض بالهوابط والصواعد والتكلسات . من أبرز معالمه «معبد الطبيعة» و «كهف العذراء».
تعتبر الكهوف موقعاً أثرياً مهماً وقد يكون أقدم وأكبر المستوطنات الشمالية لشعب كرو ماجنون في أوروبا (عاش كرومجنون هنا منذ 31 ألف عام).
كهوف ملاديتشسكي هي موقع أثري أحيائي كبير، حيث اكتشفت عظام فقاريات منقرضة من العصر البليستوسيني، وعدد من الهياكل العظمية لأشخاص في العصر الحجري المبكر، بالإضافة إلى أشياء متعددة تثبت أنشطتهم كالأدوات الحجرية والمواقد.

## روابط خارجية
- الموقع الرسمي لكهوف ملاديتشسكي- إدارة الكهوف في جمهورية التشيك نسخة محفوظة 2 مايو 2021 على موقع واي باك مشين.
- Obec Mladeč: Mladečské jeskyně